# Machinima
Machinima (IPA: [mə.ˈʃiː.nə.mə] o [mə.ˈʃɪ.nə.mə]), è un'abbreviazione di machine cinema o di machine animation. Essi fanno riferimento sia a un insieme di tecniche per la produzione cinematografica digitale, sia al genere stesso di film sperimentali prodotti con tali tecniche.
Come prodotto tecnico, il termine concerne il rendering di computer-generated imagery (CGI) usando in tempo reale giochi interattivi con un motore grafico 3D, in alternativa ai programmi di animazione 3D utilizzati commercialmente. Sono soprattutto usati i motori grafici degli sparatutto in prima persona. Di conseguenza, il rendering può avvenire in tempo reale usando un PC oppure con un complesso e costoso motore 3D. Come genere di cinema sperimentale, il termine si riferisce ai film creati con le tecniche sopracitate. Di solito i machinimas sono prodotti usando strumenti (demo recording, editor, script editor, etc.) e risorse (backgrounds, livelli, ragdolls, skins, etc.) disponibili nel gioco.
Nell'analisi teorica i Machinima possono essere definiti come una forma ibrida di cinema sperimentale, videoarte e animazione digitale open source.

## Diffusione
I Machinima nacquero con il primo capitolo della serie Quake, datato 1996: un ragazzo americano fece un video con il motore del gioco per omaggiare la fuoriuscita di John Romero dalla id Software avvenuta proprio al termine dello sviluppo di suddetto gioco.
Contrariamente a quanto si possa pensare, per realizzare un machinima non è necessaria una strumentazione particolarmente avanzata. Questo ha fatto sviluppare un notevole numero di creazioni (con risultati comunque molto variabili).
Ma è stato grazie alla realizzazione del videogioco di Activision e Lionhead Studios The Movies che le Machinima hanno iniziato la loro notorietà presso il grande pubblico. Il gioco, uscito in Italia alla fine del 2005, propone lo sviluppo e la gestione di uno studio cinematografico in stile hollywoodiano, coprendo un arco di tempo che parte dal 1920 e prosegue ad libitum. Al di là degli aspetti puramente gestionali (creazione e gestione dello studio, manutenzione dei set, delle apparecchiature, ricerca e sviluppo delle nuove tecnologie, e così via), ciò che distingue il prodotto da tutti gli altri del suo genere è la possibilità di creare veri e propri film con attori, set, costumi, copione, musiche, e quant'altro, il tutto con la grafica del gioco stesso. La completezza e l'immediatezza dell'interfaccia e delle meccaniche di gioco hanno consentito la creazione di opere anche di notevole risultato (dal sito del gioco è possibile vedere alcuni dei film che sono stati realizzati), fattore che ha notevolmente contribuito alla diffusione dei machinimas.
Verso la seconda metà degli anni 2000' e inizio 2010' i machinima vengono realizzati in una miriade di modalità differenti, utilizzando gli ambienti di videogame come Halo o Garry's Mod oppure mondi virtuali come Second Life o IMVU.